# Oucques
Oucques és un municipi francès, situat al departament del Loir i Cher i a la regió de Centre – Vall del Loira. L'any 2007 tenia 1.422 habitants.

## Demografia

### Població
El 2007 la població de fet d'Oucques era de 1.422 persones. Hi havia 636 famílies, de les quals 224 eren unipersonals (76 homes vivint sols i 148 dones vivint soles), 224 parelles sense fills, 160 parelles amb fills i 28 famílies monoparentals amb fills.
La població ha evolucionat segons el següent gràfic:
Habitants censats

### Habitatges
El 2007 hi havia 740 habitatges, 651 eren l'habitatge principal de la família, 36 eren segones residències i 52 estaven desocupats. 636 eren cases i 81 eren apartaments. Dels 651 habitatges principals, 426 estaven ocupats pels seus propietaris, 217 estaven llogats i ocupats pels llogaters i 8 estaven cedits a títol gratuït; 27 tenien una cambra, 60 en tenien dues, 164 en tenien tres, 205 en tenien quatre i 194 en tenien cinc o més. 514 habitatges disposaven pel capbaix d'una plaça de pàrquing. A 324 habitatges hi havia un automòbil i a 217 n'hi havia dos o més.

### Piràmide de població
La piràmide de població per edats i sexe el 2009 era:
| Homes | Edats   | Dones |
| ----- | ------- | ----- |
| 0     | 95 o +  | 8     |
| 4     | 90 a 94 | 4     |
| 8     | 85 a 89 | 24    |
| 12    | 80 a 84 | 12    |
| 36    | 75 a 79 | 72    |
| 28    | 70 a 74 | 44    |
| 40    | 65 a 69 | 76    |
| 28    | 60 a 64 | 40    |
| 36    | 55 a 59 | 20    |
| 40    | 50 a 54 | 48    |
| 40    | 45 a 49 | 44    |
| 32    | 40 a 44 | 40    |
| 44    | 35 a 39 | 44    |
| 56    | 30 a 34 | 24    |
| 40    | 25 a 29 | 48    |
| 16    | 20 a 24 | 36    |
| 48    | 15 a 19 | 44    |
| 36    | 10 a 14 | 20    |
| 20    | 5 a 9   | 32    |
| 28    | 0 a 4   | 32    |

## Economia
El 2007 la població en edat de treballar era de 796 persones, 608 eren actives i 188 eren inactives. De les 608 persones actives 564 estaven ocupades (296 homes i 268 dones) i 42 estaven aturades (21 homes i 21 dones). De les 188 persones inactives 80 estaven jubilades, 50 estaven estudiant i 58 estaven classificades com a «altres inactius».

### Ingressos
El 2009 a Oucques hi havia 631 unitats fiscals que integraven 1.392,5 persones, la mediana anual d'ingressos fiscals per persona era de 16.925 €.

### Activitats econòmiques
Dels 79 establiments que hi havia el 2007, 1 era d'una empresa extractiva, 2 d'empreses alimentàries, 1 d'una empresa de fabricació de material elèctric, 3 d'empreses de fabricació d'altres productes industrials, 12 d'empreses de construcció, 21 d'empreses de comerç i reparació d'automòbils, 6 d'empreses de transport, 7 d'empreses d'hostatgeria i restauració, 6 d'empreses financeres, 2 d'empreses immobiliàries, 6 d'empreses de serveis, 7 d'entitats de l'administració pública i 5 d'empreses classificades com a «altres activitats de serveis».
Dels 28 establiments de servei als particulars que hi havia el 2009, 1 era una oficina d'administració d'Hisenda pública, 1 oficina de correu, 4 oficines bancàries, 3 tallers de reparació d'automòbils i de material agrícola, 3 paletes, 2 guixaires pintors, 4 fusteries, 1 lampisteria, 1 electricista, 3 perruqueries, 3 restaurants, 1 agència immobiliària i 1 saló de bellesa.
Dels 10 establiments comercials que hi havia el 2009, 1 era una gran superfície de material de bricolatge, 2 fleques, 2 carnisseries, 1 una peixateria, 1 una llibreria, 1 una sabateria, 1 una botiga de material de revestiment de parets i terra i 1 una joieria.
L'any 2000 a Oucques hi havia 24 explotacions agrícoles que ocupaven un total de 2.166 hectàrees.

## Equipaments sanitaris i escolars
El 2009 hi havia 1 farmàcia i 2 ambulàncies.
El 2009 hi havia 1 escola maternal i 1 escola elemental. Oucques disposava d'un col·legi d'educació secundària amb 273 alumnes.

## Poblacions més properes
El següent diagrama mostra les poblacions més properes.